# Jeanne d'Arc (1900)
Jeanne d'Arc é um filme mudo francês de 1900, em branco e preto, com 19 minutos de duração, produzido, escrito, fotografado e dirigido por Georges Méliès (que também atua).
Conta a saga da mártir francesa Joana d'Arc, interpretada por Jeanne d'Alcy.
Aparece com os números 264–275 no catálogo da Star Film Company.

## Elenco
- Jeanne d'Alcy    ...     Jeanne d'Arc
- Bleuette Bernon
- Georges Méliès